# Semiothisa perspicuaria
Semiothisa perspicuaria är en fjärilsart som beskrevs av Moore 1867. Semiothisa perspicuaria ingår i släktet Semiothisa och familjen mätare. Inga underarter finns listade i Catalogue of Life.